# Рогіз південний
Рогіз південний (Typha domingensis) — вид рослин з родини рогозових (Typhaceae), поширений у Південній і Північній Америці, Африці, Австралії, Південній смузі Європи, Центральній і південній смугах Азії.

## Опис

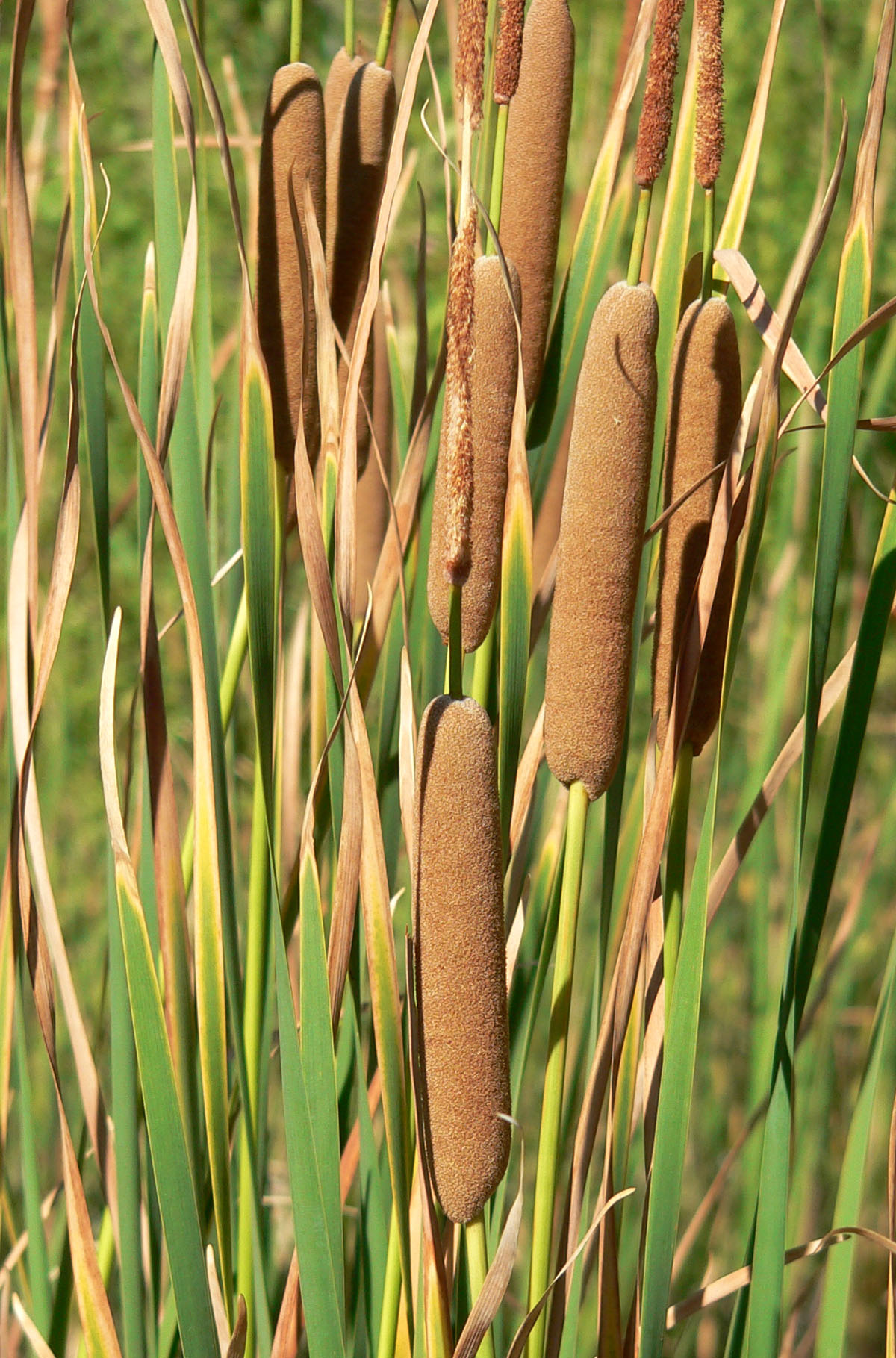
чітко розділені тичинкові (вище) й маточні (нижче) частини суцвіть

Багаторічна міцна рослина 150–300 і більше сантиметрів заввишки. Листові піхви зазвичай відкривається на горлі. Листові пластинки шириною 5–12 мм, довжиною 40–150 см. Чоловічі та жіночі квіти розділені. Маточковий початок циліндричний, 26–30(35) см завдовжки, бурий, дуже оксамитовий. Плід веретеноподібний. 2n = 30. Період цвітіння й плодоношення: червень — серпень.

## Поширення
Поширений у Південній і Північній Америці, Африці, Австралії, Південній смузі Європи, Центральній і південній смугах Азії.
В Україні вид зростає на берегах річок, каналів — на півдні.

## Використання
Локально використовується в їжу людьми й тваринами, як медичний засіб, як паливо, для ручних виробів, як будівельний матеріал.